# Darnell Harris
Darnell Harris, né le 21 septembre 1986 à Baltimore (États-Unis), est un joueur professionnel américain de basket-ball. Il mesure 1,83 m.
En avril 2015, avec son équipe d'Orléans Loiret Basket, il bat le vieux record de réussite de tirs à trois points de la LNB détenu par Jurij Zdovc de huit tirs primés sans échec en réussissant neuf tirs face à Limoges.

## Université
- 2004-2008 :  Université La Salle (NCAA)

## Clubs successifs
- 2008-2009 :  Élan sportif chalonnais (Pro A)
- 2009-2010 :  Olympique d'Antibes Juan-les-Pins  (Pro B)
- 2010-2011 :  FMV Isikspor Istanbul (TB2L)
- 2011-2012 :  IRT Tanger (Nationale 1)
- 2012-2013 :  Boulazac Basket Dordogne (Pro A)
- 2013-2016 :  Orléans Loiret  Basket (Pro A)
- 2016-2017 :  AS Denain (Pro B)
- 2017-2018 :  Fos Provence Basket (Pro B)

## Palmarès
- Vainqueur du concours à trois points du All-Star Game NCAA 2008